# Duda Ribeiro
Luiz Eduardo Reis Ribeiro, mais conhecido como Duda Ribeiro (Rio de Janeiro, 5 de junho de 1962 —  Rio de Janeiro, 14 de setembro de 2016), foi um ator, diretor, dramaturgo, produtor, escritor e roteirista brasileiro.

## Biografia
Nascido no Rio de Janeiro, em 5 de junho de 1962, foi criado em São Pedro da Aldeia. Somente em 1971, voltou ao Rio de Janeiro, onde passou a adolescência. Em 1986, concluiu o curso de engenharia mecânica, na Faculdade Souza Marques e só no final do curso teve contato com o teatro. Foi convidado pelo diretor Carlos Wilson, para a montagem do espetáculo “Nossa Cidade”, mesmo nunca tendo atuado. Conheceu o diretor em uma reunião no tablado, na qual, foi com Marcello Novaes.
A formação em engenharia ajudou Duda de certa forma, já que aprendeu a ser uma pessoa mais metódica e organizada. Valores muito importantes no teatro.
Duda diz que para ele nada nessa vida é por acaso. Tudo acontece com um propósito, e com sua carreira não foi diferente. Ainda completa "Digo que não escolhi, fui escolhido". Também namorou a dentista Patricia Iorio e teve dois filhos: Felipe Iorio e Julia Iorio.

### Morte
Morreu na manhã de 14 de setembro de 2016, no Hospital Adventista Silvestre. O ator lutava contra um câncer de fígado, diagnosticado em 2010, e já havia feito, inclusive, um transplante, em 2011. Ele estava escalado para a novela da Rede Globo, A Força do Querer, que estrearia em 2017.

## Trabalhos

### Televisão
| Ano  | Título                             | Papel                                              |
| ---- | ---------------------------------- | -------------------------------------------------- |
| 2016 | Procurando Casseta & Planeta       | Luís Gustavo (Severino)                            |
| 2015 | Milagres de Jesus                  | Pai de Lázaro (Episódio: A Ressurreição de Lázaro) |
| 2013 | Vai que Cola                       | Dorival                                            |
| 2012 | Salve Jorge                        | Adam                                               |
| 2011 | Tapas & Beijos                     | Ricardo (gerente da boate)                         |
| 2009 | Caminho das Índias                 | Miguel                                             |
| 2009 | Paraíso                            | Mané Corrupio                                      |
| 2008 | Beleza Pura                        | Lino                                               |
| 2008 | Casos e Acasos                     | Denilson                                           |
| 2008 | Toma Lá, Dá Cá                     | Detetive Paranhos                                  |
| 2008 | Faça Sua História                  | Passageiro                                         |
| 2007 | Sítio do Pica-Pau Amarelo          | Jeca Tatu                                          |
| 2007 | Amazônia, de Galvez a Chico Mendes | Doutor                                             |
| 2006 | Avassaladoras                      | Tônio                                              |
| 2005 | A Lua Me Disse                     | Policial                                           |
| 2001 | Sítio do Pica-Pau Amarelo          | Arapuca, Caçador 1 (Ep. Caçadas de Pedrinho)       |
| 2000 | Aquerela do Brasil                 | Policial Ferreira                                  |
| 1999 | Você Decide                        | episódio: Uma Mina de Ouro                         |
| 1998 | Caça Talentos                      | Jacobina/Zenon (3ª Temporada)                      |
| 1998 | Labirinto                          | Valmir                                             |
| 1998 | Pecado Capital                     | Tatu                                               |
| 1995 | Malhação                           | Maurício Borges                                    |
| 1992 | De Corpo e Alma                    | Fábio                                              |
| 1991 | Barriga de Aluguel                 | Ricky                                              |

### Teatro
| Título                                    | Função                |
| ----------------------------------------- | --------------------- |
| Doida Varrida                             | autor                 |
| O mundo é dos animais                     | autor e ator          |
| Quem é que manda?                         | autor e diretor       |
| Uma dupla de dois                         | autor e ator          |
| Doido varrido                             | autor e ator          |
| Ópera dos Horrores                        | autor                 |
| O enviado                                 | autor, ator e diretor |
| Romeu e Julieta                           | ator                  |
| Rádio no Ar                               | autor e diretor       |
| Mulheres de Nelson                        | diretor e adaptação   |
| Dona Flor e Seus Dois Maridos             | ator                  |
| Não Olhe Pra Baixo. Você Vai Querer Pular | diretor               |

### Escritor
Em julho de 2009, lançou seu primeiro livro: "Falando sob elas", pela editora Nova Fronteira Cultural. O livro é uma junção de oito textos teatrais, todos com os personagens principais sendo mulheres.